# Halysidota schausi
Halysidota schausi là một loài bướm đêm thuộc phân họ Arctiinae, họ Erebidae.